# Slag bij Carnuntum
De Slag bij Carnuntum vond plaats in het jaar 170 na Christus tijdens de Marcomannenoorlog.

## Aanleiding
In het voorjaar van 170 na Christus zwermden vanuit het Duitse Germanië diverse oorlogsbenden de Romeinse grensprovincies binnen die aan de rivier de Donau grensden. Deze groepen werden aangevoerd door Ballomar, de koning van de Marcomannen, die een alliantie had gevormd met verschillende Germaanse stammen. De Romeinse keizer Marcus Aurelius voerde met zijn schoonzoon en belangrijkste militaire adviseur generaal Tiberius Claudius Pompeianus het leger aan om de overvallers terug te drijven. Deze veldtocht bracht het Romeinse leger onder meer op de andere oever van de Donau, waar tot diep in Germanië gevechten plaatsvonden.

## De slag
Een deel van het Romeinse leger ontmoette een grote schare krijgers van Ballomar even buiten Carnuntum, in Pannonia superior, waar het  hoofdkwartier van het 14e Legioen was gevestigd. Het Romeinse leger was onervaren, en de daaruit voortvloeiende slag bleek een ramp te zijn voor de Romeinen. Hoewel de legionairs hard en dapper gevochten, waren ze niet opgewassen tegen de Germaanse krijgers. Ze werden vernietigend verslagen. Volgens Lucianus van Samosata werden 20.000 Romeinen in de slag gedood. Na de overwinning belegerde Ballorman Aquileia en vernietigde Opitergium (Oderzo).

## Geschiedschrijving
Er is slechts één antieke bron waarin deze strijd is opgetekend en dat is van Lucianus van Samosata in zijn boek Alexander  dat ofwel een polemiek of geestige satirisch doel diende, afhankelijk van het gezichtspunt. De beschrijving van 20.000 Romeinse doden zou zijn afgewezen door historici, ware het niet voor het feit dat andere historische informatie in dat werk wordt ondersteund door onafhankelijke oude schrijvers en epigrafische en numismatische bewijs.
De chronologie van de gebeurtenissen van de Marcomannenoorlog geeft echter wel een aantal problemen,. De historici zijn het erover eens dat deze veldslag plaatsvond in het voorjaar van 170.
Oorlogen van de Romeinse Republiek
· Romeins-Etruskische Oorlogen
· Romeins-Aequische Oorlogen
· Latijnse Oorlog
· Romeins-Hernicische Oorlogen
· Romeins-Volscische Oorlogen
· Samnitische oorlogen (Eerste, Tweede, Derde)
· Pyrrhische Oorlog
· Punische oorlogen (Eerste, Tweede, Derde)
· Illyrische Oorlogen (Eerste, Tweede, Derde)
· Macedonische Oorlogen (Eerste, Tweede, Derde, Vierde)
· Romeins-Seleucidische Oorlog
· Aetolische Oorlog
· Galatische Oorlog
· Romeinse Verovering van Hispania (Eerste Celtiberische Oorlog, Lusitanische Oorlog, Numantische Oorlog, Sertorische Oorlog, Cantabrische Oorlogen)
· Achaeïsche Oorlog
· Oorlog tegen Jugurtha
· Cimbrische Oorlog
· Servilische Oorlogen (Eerste, Tweede, Derde)
· Bondgenotenoorlog
· Sulla's Burgeroorlogen (Eerste, Tweede)
· Mithridatische oorlogen (Eerste, Tweede, Derde)
· Gallische Oorlog
· Romeinse expedities naar Britannia
· Burgeroorlog tussen Pompeius en Caesar
· Einde van de Republiek (Slag bij Mutina, Burgeroorlog tegen Brutus en Cassius, Siciliaanse Opstand, Perusiaanse Oorlog, Burgeroorlog tussen Antonius en Octavianus)
Oorlogen van het Romeinse Keizerrijk
· Germaanse Oorlogen (Teutoburgerwoud, Marcomannenoorlog, Alemannische Oorlogen, Gotische Oorlog, Visigotische Oorlogen)
· Romeinse verovering van Britannia
· Boudicca
· Armenische Oorlog
· Vierkeizerjaar
· Joodse Oorlog
· Romeins-Parthische Oorlog
· Romeins-Perzische oorlogen
· Burgeroorlogen van de derde eeuw
. Gotische oorlog (376-382)
. Gotische opstand van Alarik I
. Gildonische opstand
. Gotische oorlog (402-403)
. Pictische oorlog van Stilicho
. Oorlog van Heraclianus
. Oorlog van Radegaisus
. Rijnoversteek
. Romeinse Burgeroorlog 427-429
· Val van het West-Romeinse Rijk